# آندره‌آ پالاتزی

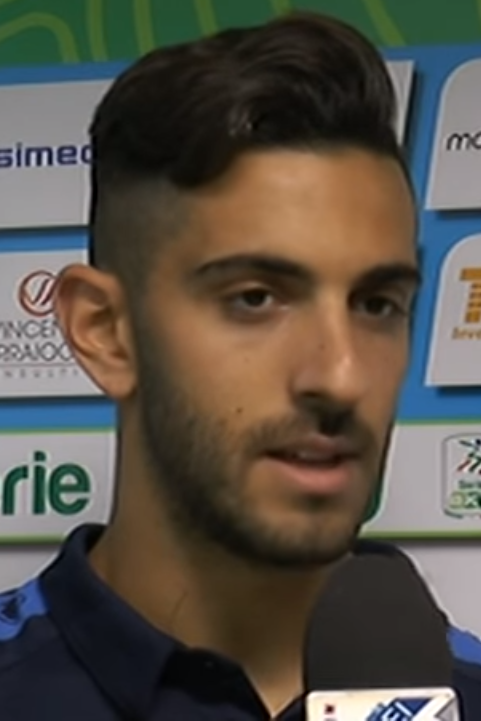
آندره‌آ پالاتزی در سال ۲۰۱۸

آندره‌آ پالاتزی (به ایتالیایی: Andrea Palazzi)متولد ۲۲ می ۱۹۹۱ در میلان، ایتالیا است او تاکنون در تیمهای اینتر میلان، لیورنو، پرو ورچلی و پسکارا بازی کرده‌است.